# Calamotropha xantholeuca
Calamotropha xantholeuca là một loài bướm đêm trong họ Crambidae.